# آرتیفیکال ویوز
آرتیفیکال ویوز (به انگلیسی: Artificial Waves) یک گروه پست راک/پست متال است که در سال ۲۰۱۲ در مسکو روسیه تأسیس شد و از آن زمان به بعد موسیقی دستگاهی معاصر را در ژانرهای مختلف از آمبینت تا پست راک، پست متال، مث راک و غیره تجربه می‌کند.

## اعضا
- الکسی پرورزف - گیتار، کیبورد، نمونه؛
- آرتور کودروف – گیتار؛
- دیمیتری کالیف - باس؛
- ایلیا کوشاروف – درامز

## ترانه‌شناسی
- Studio Live Session - ۲۰۱۲ (منتشر شده در ۱۲ نوامبر ۲۰۱۲، یک مینی آلبوم زنده که در حین تمرین ضبط شد و شامل چهار قطعه است)
- ۲۰۱۳ -Initial Link (منتشر شده در ۲۴ مارس ۲۰۱۳)
- ۲۰۱۴ - Changes (منتشر شده در ۳۰ ژوئن ۲۰۱۴)
- ۲۰۱۸ - Initial Link (Remixed & Remastered)
- The Complexity of Simple - ۲۰۱۹
- ۲۰۲۳ - Fragile